# مور (أمر)
في الحوسبة ، هناك more من أمر لعرض (وليس تعديل) محتويات ملف نصي . وهي متوفرة على أنظمة يونكس وأشباه يونكس ودوس و FlexOS  و 4690 OS ‏  و أو أس / 2 ومايكروسوفت ويندوز ورياكت أو إس . تسمى البرامج من هذا النوع أجهزة الاستدعاء ‏ . more من أجهزة الاستدعاء الأساسية للغاية، حيث لا تسمح في الأصل إلا بالتنقل الأمامي من خلال ملف، على الرغم من أن التطبيقات الأحدث تسمح بحركة للخلف محدودة.

## التاريخ
تم كتابة الأمر more في الأصل بواسطة دانييل هلبرت، طالب دراسات عليا في جامعة كاليفورنيا ، بيركلي ، في عام 1978. تم تضمينه لأول مرة في 3.0 توزيعة برمجيات بيركلي ، ومنذ ذلك الحين أصبح برنامجًا قياسيًا في جميع أنظمة Unix. less ، أمر مارك نودلمان أمر مشابه مع إمكانية موسعة للسماح بالتصفح الأمامي والخلفي عبر الملف، بين عامي 1983 و 1985 وهو الآن مدرج في معظم أنظمة Unix و Unix-like.
تم تطوير نسخة فري دوس بواسطة جيم هول ‏ . يتوفر الأمر أيضًا في كوليبري أو إس Shell.
تتضمن بيئات الحوسبة الرقمية ماتلاب وجنو أوكتاف وظيفة more تؤدي إلى تشغيل ترقيم الصفحات أو إيقاف تشغيله.

### يونكس
بناء جملة الأوامر هو:
```
more [options] [file_name]

```

### خيارات
- -num : يحدد هذا الخيار عددًا صحيحًا وهو حجم الشاشة (في الأسطر).
- -d : more سيطالبك المستخدم بالرسالة [اضغط على المسافة للاستمرار، "q" للإنهاء.] وسيعرض [اضغط على "h" للحصول على التعليمات.] بدلاً من رنين الجرس عند الضغط على مفتاح غير قانوني.
- -l: more عادة يعامل ^ L (شكل العلف) كما طابع خاص، وسوف نتوقف بعد أي سطر يحتوي على تغذية النموذج. سيمنع الخيار -l هذا السلوك.
- -f : يتسبب في حساب عدد more منطقية، بدلاً من خطوط الشاشة (على سبيل المثال، لا يتم طي الخطوط الطويلة).
- -p : لا تقم بالتمرير. بدلاً من ذلك، قم بمسح الشاشة بأكملها ثم قم بعرض النص.
- -c : لا تقم بالتمرير. بدلاً من ذلك، قم برسم كل شاشة من الأعلى، وقم بمسح الجزء المتبقي من كل سطر عند عرضها.
- -s : ضغط خطوط فارغة متعددة في واحد.
- - u : المسافات للخلف والعودة تُعامَل كأحرف قابلة للطباعة ؛
- + / : يحدد هذا الخيار سلسلة سيتم البحث عنها قبل عرض كل ملف. (على سبيل المثال: المزيد + / Preamble gpl.txt )
- + الأسطوانات: تبدأ في رقم السطر الأسطوانات.

### مايكروسوفت ويندوز
بناء جملة الأوامر هو: 
```
command | more [/c] [/p] [/s] [/tn] [+n]

more [[/c] [/p] [/s] [/tn] [+n]] < [Drive:] [Path]

FileName 

[/c] [/p] [/s] [/tn] [+n] [files]

```

### أمثلة
لعرض الملف المسمى letter.txt على الشاشة، يمكن للمستخدم كتابة أي من الأمرين التاليين:
```
more
 
letter.txt
 

type
 
letter.txt
 
|
 
more

```

## روابط خارجية
- "FOLDOC entry for pager" ؛ انظر التعريف # 2.
- أكثر من صفحة
- التاريخ المبكر للأمر أكثر